# Duduk

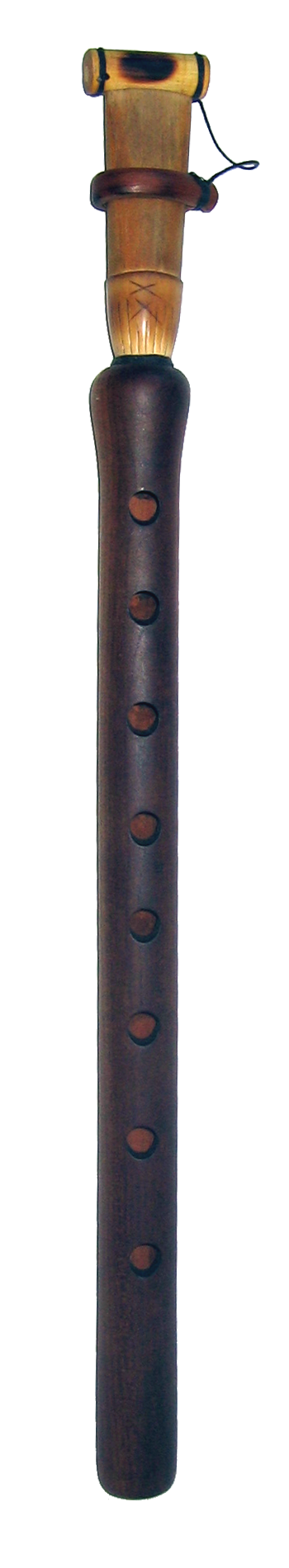
Armeński duduk z ośmioma otworami palcowymi na górnej stronie

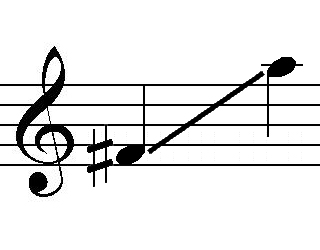
Przykładowa skala duduka

Duduk – instrument dęty drewniany z podwójnym stroikiem, pochodzący z Armenii, wyrabiany zazwyczaj z drewna moreli. Ma ciepłe, nosowe brzmienie zbliżone do saksofonu.
Popularny na terenie Bliskiego Wschodu. Duduk posiada ponad 1500-letnią tradycję (według innych źródeł nawet 3000 lat), i choć najpewniej swoje pochodzenie zawdzięcza Ormianom, jest także ważnym elementem kultury tureckiej, gruzińskiej i azerskiej. W samej Armenii istnieją specjalistyczne uczelnie, uczące jedynie gry na tym instrumencie.
Popularny w muzyce filmowej lat 90. końca XX i początku XXI wieku. Duduk wykorzystano m.in. w  ścieżkach dźwiękowych filmów Ostatnie kuszenie Chrystusa, Gladiator, Ronin, Pasja oraz Król Artur. Jest też użyty w albumie "Liczy się każdy dzień" zespołu TGD, w albumie "Trasa" zespołu Deus Meus, w albumie Secret World Live - Petera Gabriela oraz w IV akcie Symfonii Orca - Serj'a Tankiana.

## Budowa instrumentu

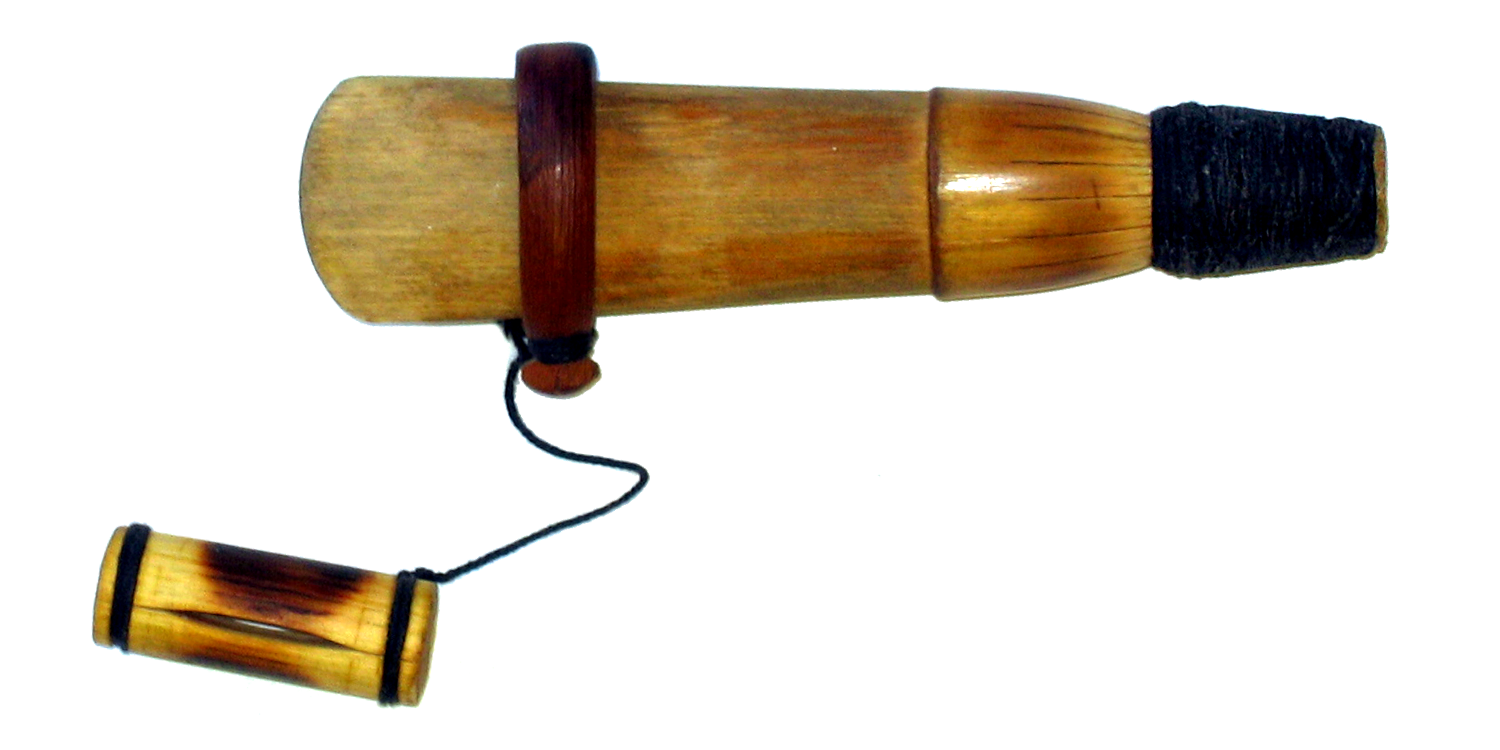
Stroik duduka

Instrument składa się z dwóch głównych części. Pierwsza z nich to cylindryczny korpus, wykonywany zazwyczaj z drewna morelowego, sezonowanego przez 20-25 lat, na którym jest 9 górnych otworów palcowych, służących do zmiany wysokości dźwięku, i 1 otwór dolny, zakrywany kciukiem, służący do zmiany natężenia dźwięku. 
Drugą część stanowi stroik (ghamish lub yegheg), wykonany z trzciny, która rośnie obficie wzdłuż brzegów rzeki Arax. w Armenii stroik ma zazwyczaj długość 9-14 cm. Jest otoczony cienką elastyczną drewnianą obręczą (dzaynkargavorich), regulującą stopień otwarcia stroika, na końcu zaś jest zamykany drewnianą osłoną (pakan), która chroni jego delikatną krawędź i utrzymuje jej właściwy kształt. Osłona ta zwisa w czasie gry na sznureczku.
Duduki budowane są w różnych wielkościach, w zw. z czym skala instrumentów rozpoczyna się od różnych dźwięków podstawowych. Główne typy instrumentów mają dźwięk podstawowy g, a, b, c, d, e. Zazwyczaj mierzą 28, 33, lub 40 cm długości. 

## Technika gry
Dźwięk duduka jest ciepły, delikatny i ma nieco nosowy tembr. Zazwyczaj część dźwięków wykonuje się, regulując jedną ręką stopień otwarcia stroika, zaś drugą zamykając i otwierając otwory palcowe.
Wysokość dźwięku zmienia się za pomocą odpowiedniego układu palców na otworach instrumentu:
- pozycja pierwsza: palce lewej ręki i prawej ręki są używane do gry na 8 górnych i środkowych otworach; dolny otwór pozostaje otwarty;
- pozycja druga: prawa ręka przesuwa się w dół, sięgając małym palcem do ostatniego dolnego otworu (dziewiątego), a lewa ręka gra na otworach górnych i środkowych.

Pozycja rąk może być też odwrotna, w zależności od tego, jak muzyk uczył się grać.
Dźwięki chromatyczne można uzyskać poprzez częściowe zakrycie otworów palcowych. 
W czasie gry stosuje się różne rodzaje artykulacji. Do gry staccato wykorzystywane są mięśnie gardła, a tylko wyjątkowo język. Wibrację uzyskuje się przez zmienny nacisk warg na stroik. Istnieją dwa rodzaje wibracji: szybka i wolna. Stosuje się ją na końcu długich dźwięków. Wykorzystywana jest też technika gry glissando przy jednoczesnej współpracy palców i warg.
Duduki najczęściej występują w duecie, w którym jeden z muzyków gra melodię na mniejszym instrumencie o ostrzejszym brzmieniu, a drugi mu towarzyszy na większym instrumencie o cichszym brzmieniu (dam duduk), grając stałe, długie dźwięki burdonowe, stosując przy tym technikę oddechu cyrkulacyjnego. Muzyk grający dam zwany jest damkash. Dudukowi często też akompaniuje dhol, dwustronny bęben ormiański.